# Andrej Čuš
Andrej Čuš, slovenski politik, družboslovec in mladinski delavec, * 29. julij 1990, Maribor.
Velja za najmlajšo osebo, ki je v zgodovini Republike Slovenije zasedla poslansko funkcijo. V času 14. slovenske vlade je bil državni sekretar na Ministrstvu za gospodarski razvoj in tehnologijo Republike Slovenije.

## Življenjepis
Med bivanjem na Ptuju se je 13 let ukvarjal z judom, kjer je bil kadetski in mladinski državni reprezentant. Bil je državni prvak v kadetski selekciji. Prejel je tudi precej medalj s tekem slovenskega pokala.

### Študij
Po končani ekonomski gimnaziji na Ptuju se je vpisal na Fakulteto za uporabne družbene študije v Novi Gorici, kjer je leta 2012 diplomiral z diplomskim delom "Inovativni pristopi v boju proti korupciji v javni upravi v Republiki Sloveniji", leta 2014 pa je na isti fakulteti magistriral z magistrsko nalogo "Odnos gimnazijcev do slovenske osamosvojitve".

## Politično delovanje

### Delo v dijaških in študentskih organizacijah
V obdobju 2007 in 2008 je bil predsednik Dijaške skupnosti Ptuj, v obdobju 2008 in 2009 pa predsednik Dijaške organizacije Slovenije. Leta 2009 je bil tudi član Sveta vlade Republike Slovenije za mladino. V letu 2010 je bil predsednik Kluba ptujskih študentov.

### Delo v SDS
Maja 2009 se je včlanil v Slovensko demokratsko stranko. Od marca 2011  do februarja 2015  je bil predsednik podmladka stranke- Slovenske demokratske mladine. Ko je poslanec SDS Branko Marinič v februarju 2013 zaradi pravnomočne obsodbe goljufanja pri izpitu nemščine odstopil, je Čuš postal nadomestni poslanec in z 22 leti tudi najmlajši poslanec v zgodovini Slovenije. Na predčasnih volitvah v Državni zbor leta 2014  je bil izvoljen za poslanca in je nastopil svoj drugi mandat.

### Nepovezani poslanec in društvo Najprej Slovenija
Maja 2016 je zaradi rastočih nesoglasij izstopil iz SDS in postal nepovezani poslanec. Decembra 2016 pa je ustanovil društvo Najprej Slovenija.
Zeleni Slovenije
Marca 2017 je na kongresu Zelenih Slovenije prevzel mesto predsednika stranke. Obenem se je stranka preimenovala v Listo Andreja Čuša in Zeleni Slovenije, ki namerava nastopiti na predčasnih volitvah maja 2018. Kasneje se mu je še pridrušil njegov strankarski kolega iz SDS Zvone Lah ko je izstopil še iz stranke NSi. Marca 2021 je bil na predlog ministra Zdravka Počivalška imenovan na mesto državnega sekretarja na Ministrstvu za gospodarski razvoj in tehnologijo.